# Liste des membres du Tribunat
Pour un article plus général, voir Tribunat.
 (août 2024).
Cet article donne la liste des membres du Tribunat, l'une des quatre assemblées instituées par le Consulat par la constitution de l'an VIII, en France entre 1799 et 1807.

## Historique
Les premiers membres du Tribunat ont été nommés par le sénat conservateur le 4 nivôse an VIII (25 décembre 1799).
Dès leur nomination connue, deux membres refusent le poste et sont donc remplacés le 7 nivôse (28 décembre 1799).
Par un acte du 27 ventôse an X (18 mars 1802), le sénat conservateur publie la liste des membres du Tribunat qui resteront en fonction au-delà de l'année, et donc par défaut identifie les 20 membres qui devront cesser leurs fonctions. Cette manœuvre permet à Napoléon d'écarter une première vague d'opposants.

## Liste des membres du Tribunat
| Nom                                               | Fonction précédente                                                                              | Département         | Date de nomination                           | devant rester en fonction | Date de sortie réelle | Notes                                                             |
| ------------------------------------------------- | ------------------------------------------------------------------------------------------------ | ------------------- | -------------------------------------------- | ------------------------- | --------------------- | ----------------------------------------------------------------- |
| Adet (Pierre-Auguste)                             | ancien ministre de la République aux États-Unis d'Amérique                                       | Seine               | 25 décembre 1799                             | jusqu'en l'an XIX         | 1er avril 1803        | Nommé préfet de la Nièvre                                         |
| Andrieux (François)                               | du Conseil des Cinq-cents                                                                        | Seine               | 25 décembre 1799                             |                           | 27 mars 1802          |                                                                   |
| Arnould (Ambroise-Henri)                          | du Conseil des Cinq-cents                                                                        | Seine               | 25 décembre 1799                             | jusqu'en l'an XIX         | 19 août 1807          |                                                                   |
| Bailleul (Jacques Charles)                        | du Conseil des Cinq-cents                                                                        |                     | 25 décembre 1799                             |                           | 27 mars 1802          |                                                                   |
| Bara (Jean-Baptiste)                              | du Conseil des Cinq-cents                                                                        | Ardennes            | 25 décembre 1799                             |                           | 27 mars 1802          |                                                                   |
| Baret (Jean-François)                             | du Conseil des Anciens                                                                           | Lys                 | 25 décembre 1799                             |                           | 11 janvier 1800       | il meurt 17 jours après sa nomination, sans avoir siégé.          |
| Beauvais (Pierre David)                           | de la Commission législative des Cinq-cents                                                      | Seine-Inférieure    | 25 décembre 1799                             | jusqu'en l'an XIII        | 19 août 1807          |                                                                   |
| Constant de Rebecque (Benjamin de)                | homme de lettres                                                                                 | Léman               | 25 décembre 1799                             |                           | 27 mars 1802          |                                                                   |
| Bérenger                                          | du conseil des Cinq-cents                                                                        |                     | 25 décembre 1799                             |                           | 8 octobre 1801        | Nommé conseiller d'État                                           |
| Berthélemy                                        | du Conseil des Cinq-cents                                                                        | Corrèze             | 25 décembre 1799                             |                           | 27 mars 1802          |                                                                   |
| Bézard (François Siméon)                          | du Conseil des Cinq-cents                                                                        | Oise                | 25 décembre 1799                             |                           | 1802                  |                                                                   |
| Bitouzet de Linères (Jean Charles)                | du Conseil des Cinq-cents                                                                        | Manche              | 25 décembre 1799                             |                           |                       |                                                                   |
| Boisjoslin (Jacques François Marie, Vieilh de)    | professeur d'histoire à l'École centrale du Panthéon                                             | Seine               | 25 décembre 1799                             |                           | 27 mars 1802          | Nommé sous-préfet à Louviers en 1807                              |
| Bosc (Jean Joseph Antoine)                        | du Conseil des Cinq-cents                                                                        | Aube                | 25 décembre 1799                             | jusqu'en l'an XIII        |                       |                                                                   |
| Boutteville du Metz (Louis Guislain, de)          | du conseil des Anciens                                                                           | Somme               | 25 décembre 1799                             | jusqu'en l'an XII         |                       |                                                                   |
| Caillemer (Charles François Louis)                | du Conseil des Anciens                                                                           | Manche              | 25 décembre 1799                             |                           |                       |                                                                   |
| Cambe (Jean-Antoine)                              | du Conseil des Cinq-cents                                                                        | Aveyron             | 25 décembre 1799                             |                           | 27 mars 1802          |                                                                   |
| Carret (Michel)                                   | du Conseil des Cinq-cents                                                                        | Rhône               | 25 décembre 1799                             | jusqu'en l'an XIII        | 19 août 1807          |                                                                   |
| Chabaud-Latour (Antoine Georges François)         | du conseil des Cinq-cents                                                                        | Gard                | 25 décembre 1799                             | jusqu'en l'an XIX         | 19 août 1807          |                                                                   |
| Chabot (Georges Antoine)                          | du Conseil des Anciens                                                                           | Allier              | 25 décembre 1799                             | jusqu'en l'an XIX         | 19 août 1807          |                                                                   |
| Challan (Antoine Didier Jean Baptiste)            | du Conseil des Cinq-cents                                                                        | Seine-et-Oise       | 25 décembre 1799                             | jusqu'en l'an XIX         | 19 août 1807          |                                                                   |
| Chassiron (Pierre Charles Martin)                 | du conseil des Anciens                                                                           | Charente-Inférieure | 25 décembre 1799                             | jusqu'en l'an XVI         | 19 août 1807          |                                                                   |
| Chauvelin (Bernard François, marquis de)          | ancien Ambassadeur de la République à Londres                                                    | Seine Côte-d'Or     | 25 décembre 1799                             | jusqu'en l'an XII         | 10 février 1804       | Nommé préfet de la Lys                                            |
| Chazal (Jean-Pierre)                              | du conseil des Cinq-cents                                                                        |                     | 25 décembre 1799                             |                           | 27 mars 1802          |                                                                   |
| Louis Sylvain Chenard                             | du Conseil des Cinq-cents                                                                        |                     | 25 décembre 1799                             |                           | 2 mars 1801           | démissionne pour s'occuper de sa santé et de ses affaires.        |
| Chénier (Marie-Joseph de)                         | du conseil des Cinq-cents                                                                        |                     | 25 décembre 1799                             |                           | 27 mars 1802          |                                                                   |
| Costé (Jean Charles Marie)                        | du Conseil des Cinq-cents                                                                        | Seine-Inférieure    | 25 décembre 1799                             | jusqu'en l'an XII         |                       |                                                                   |
| Courtois (Edme-Bonaventure)                       | du Conseil des Anciens                                                                           |                     | 25 décembre 1799                             |                           | 27 mars 1802          |                                                                   |
| Crassous (Aaron Jean François)                    | du Conseil des Cinq-cents                                                                        | Hérault             | 25 décembre 1799                             |                           | 18 janvier 1801       | Nommé sénateur, remplacé par Henri de Carrion-Nizas               |
| Curée (Jean-François)                             | du Conseil des Cinq-cents, ancien législateur                                                    | Hérault             | 25 décembre 1799                             | jusqu'en l'an XIII        | 19 août 1807          |                                                                   |
| Daunou (Pierre)                                   | du conseil des Cinq-cents                                                                        |                     | 25 décembre 1799                             |                           | 27 mars 1802          |                                                                   |
| Debry (Jean Antoine Joseph de)                    | du Conseil des Cinq-cents                                                                        |                     | 25 décembre 1799                             |                           | 26 mars 1801          | Nommé préfet du Doubs le 29 avril 1801 - Louis Costaz lui succède |
| Defermon (Jacques)                                | ancien législateur, commissaire de la trésorerie nationale                                       |                     | 25 décembre 1799                             |                           | 25 décembre 1799      | Démission immédiate                                               |
| Delpierre (Antoine François)                      | du Conseil des Cinq-cents                                                                        | Vosges              | 25 décembre 1799                             | jusqu'en l'an XVI         | 19 août 1807          |                                                                   |
| Démeunier                                         | ancien constituant                                                                               |                     | 25 décembre 1799                             |                           | avant mars 1802       |                                                                   |
| Desmousseaux                                      | administrateur des hospices civils de Paris                                                      |                     | 25 décembre 1799                             |                           | avant mars 1802       |                                                                   |
| Des Renaudes (Martial Borye)                      | homme de lettres                                                                                 | Corrèze             | 25 décembre 1799                             |                           | 27 mars 1802          |                                                                   |
| Dieudonné (Christophe)                            | du Conseil des Anciens                                                                           |                     | 25 décembre 1799                             |                           | 12 mars 1801          | Nommé préfet du Nord                                              |
| Dubois (Dieudonné)                                | ancien législateur, Commissaire de la trésorerie                                                 | Vosges              | 25 décembre 1799                             |                           | 25 décembre 1799      | Démission immédiate                                               |
| Duchêne ou Duchesne (Pierre François)             | du Conseil des Cinq-cents                                                                        | Drôme               | 25 décembre 1799                             |                           |                       |                                                                   |
| Duveyrier (Honoré)                                | ancien Secrétaire Général de la Justice                                                          | Var                 | 25 décembre 1799                             | jusqu'en l'an XIII        | 19 août 1807          |                                                                   |
| Eschassériaux (Joseph)                            | du Conseil des Cinq-cents                                                                        | Charente-Inférieure | 25 décembre 1799                             | jusqu'en l'an XII         |                       |                                                                   |
| Fabre (Jean-Claude)                               | du Conseil des Cinq-cents                                                                        | Aude                | 25 décembre 1799                             | jusqu'en l'an XIX         | 19 août 1807          |                                                                   |
| Faure (Louis Joseph)                              | du Conseil des Cinq-cents                                                                        | Seine               | 25 décembre 1799                             | jusqu'en l'an XVI         | 19 août 1807          |                                                                   |
| Favard de Langlade (Guillaume Jean)               | du Conseil des Cinq-cents                                                                        | Puy de Dôme         | 25 décembre 1799                             | jusqu'en l'an XIX         | 19 août 1807          |                                                                   |
| Gallois (Jean Antoine)                            | membre associé de l'Institut                                                                     | Seine               | 25 décembre 1799                             | jusqu'en l'an XIX         | 19 août 1807          |                                                                   |
| Ganilh (Charles)                                  | homme de loi                                                                                     |                     | 25 décembre 1799                             |                           | 27 mars 1802          |                                                                   |
| Garat-Mailla ou Maillia-Garat (Joseph Jacques)    | homme de lettres                                                                                 | Basses-Pyrénées     | 25 décembre 1799                             |                           | avant mars 1802       |                                                                   |
| Gary (Alexandre Gaspard)                          | homme de loi                                                                                     | Haute-Garonne       | 25 décembre 1799                             | jusqu'en l'an XIX         |                       |                                                                   |
| Gaudin (Émile)                                    | du conseil des Cinq-cents                                                                        | Loire               | 25 décembre 1799                             | jusqu'en l'an XII         |                       |                                                                   |
| Gillet (Jean Claude Michel)                       | du Conseil des Cinq-cents                                                                        | Seine et Oise       | 25 décembre 1799                             | jusqu'en l'an XVI         | 19 août 1807          |                                                                   |
| Gillet-Lajacqueminière (Louis Charles)            | du Conseil des Cinq-cents                                                                        | Loiret              | 25 décembre 1799                             | jusqu'en l'an XIII        | 19 août 1807          |                                                                   |
| Ginguené (Pierre Louis)                           | ancien ambassadeur de la République à Turin                                                      |                     | 25 décembre 1799                             |                           | 27 mars 1802          |                                                                   |
| Girardin (Louis Stanislas)                        | ancien législateur                                                                               | Oise                | 25 décembre 1799                             | jusqu'en l'an XIX         | 19 août 1807          |                                                                   |
| Goupil de Préfeln fils (Louis François Alexandre) | du conseil des Anciens                                                                           | Orne                | 25 décembre 1799                             | jusqu'en l'an XIX         | 19 août 1807          |                                                                   |
| Gourlay (Jean-Marie)                              | du Conseil des Cinq-cents                                                                        | Seine-Inférieure    | 25 décembre 1799                             |                           |                       |                                                                   |
| Grenier (Jean)                                    | du Conseil des Cinq-cents                                                                        | Puy-de-Dôme         | 25 décembre 1799                             | jusqu'en l'an XIX         | 19 août 1807          |                                                                   |
| Guinard (Joseph)                                  | du Conseil des Cinq-cents                                                                        | Lys                 | 25 décembre 1799                             | jusqu'en l'an XII         |                       |                                                                   |
| Guttinguer (Jean Ulric)                           | du Conseil des Anciens                                                                           | Seine-Inférieure    | 25 décembre 1799                             |                           |                       |                                                                   |
| Huguet (Théodore François)                        | du Conseil des Anciens                                                                           | Seine               | 25 décembre 1799                             | jusqu'en l'an XII         |                       |                                                                   |
| Imbert ou Himbert (Louis Alexandre)               | ancien législateur                                                                               | Seine et Marne      | 25 décembre 1799                             | jusqu'en l'an XII         |                       |                                                                   |
| Isnard (Achille Nicolas)                          | ingénieur en chef des ponts et chaussées                                                         |                     | 25 décembre 1799                             |                           | 27 mars 1802          |                                                                   |
| Jacquemont (Frédéric François)                    | chef de division au Ministère de l'Intérieur                                                     | Seine               | 25 décembre 1799                             |                           |                       |                                                                   |
| Jard-Panvillier (Louis Alexandre)                 | du Conseil des Cinq-cents                                                                        | Deux-Sèvres         | 25 décembre 1799                             | jusqu'en l'an XIX         | 19 août 1807          | Nommé président de chambre à la Cour des comptes                  |
| Jaucourt (Armail François, marquis de)            | ancien législateur                                                                               | Seine et Marne      | 25 décembre 1799                             | jusqu'en l'an XVI         | 30 octobre 1803       | Nommé au Sénat conservateur                                       |
| Jubé (Auguste)                                    | adjudant-général, ancien commandant de la Garde du Directoire                                    | Seine et Oise       | 25 décembre 1799                             | jusqu'en l'an XVI         | 19 août 1807          |                                                                   |
| Labrouste (François Marie Alexandre)              | du Conseil des Cinq-cents                                                                        | Gironde             | 25 décembre 1799                             | jusqu'en l'an XIII        | 19 août 1807          |                                                                   |
| Lahary (Jacques Thomas)                           | du Conseil des Anciens                                                                           | Gironde             | 25 décembre 1799                             | jusqu'en l'an XIX         | 19 août 1807          |                                                                   |
| Laloi ou Laloy (Pierre Antoine)                   | du conseil des Anciens                                                                           | Haute-Marne         | 25 décembre 1799                             |                           |                       |                                                                   |
| Laromiguière (Pierre)                             | membre associé de l'Institut national                                                            | Haute-Garonne       | 25 décembre 1799                             |                           |                       |                                                                   |
| Laussat (Pierre Clément de)                       | du conseil des Anciens                                                                           | Basses-Pyrénées     | 25 décembre 1799                             |                           | 19 août 1802          | Nommé préfet colonial de la Martinique                            |
| Lecointe-Puyraveau                                | du Conseil des Cinq-cents                                                                        |                     | 25 décembre 1799                             |                           | avant mars 1802       |                                                                   |
| Légier (Nicolas Vincent)                          | du Conseil des Cinq-cents                                                                        |                     | 25 décembre 1799                             |                           | 27 mars 1802          |                                                                   |
| Legonidec (Joseph Julien)                         | Substitut du Commissaire du Gouvernement au tribunal criminel du département des Landes          | Landes              | 25 décembre 1799                             |                           |                       |                                                                   |
| Legoupil-Duclos (Jean)                            | du Conseil des Cinq-cents                                                                        | Calvados            | 25 décembre 1799                             | jusqu'en l'an XII         |                       |                                                                   |
| Lejourdan (Étienne Jean)                          | du Conseil des Anciens                                                                           | Bouches du Rhône    | 25 décembre 1799                             |                           |                       |                                                                   |
| Leroy (Jean Dominique)                            | ancien commissaire près le Bureau central de Paris                                               | Seine               | 25 décembre 1799                             | jusqu'en l'an XIII        | 19 août 1807          |                                                                   |
| Ludot (Antoine Nicolas)                           | du Conseil des Cinq-cents                                                                        |                     | 25 décembre 1799                             |                           |                       |                                                                   |
| Malès (Gabriel)                                   | du Conseil des Cinq-cents                                                                        | Corrèze             | 25 décembre 1799                             | jusqu'en l'an XVI         | 19 août 1807          |                                                                   |
| Malherbe (Joseph Anne Robert)                     | du Conseil des Cinq-cents                                                                        | Ille-et-Vilaine     | 25 décembre 1799                             | jusqu'en l'an XII         |                       |                                                                   |
| Mallarmé (Claude Joseph)                          | du Conseil des Cinq-cents                                                                        | Meurthe             | 25 décembre 1799                             | jusqu'en l'an XIX         | 19 août 1807          |                                                                   |
| Matthieu (Jean-Baptiste Charles)                  | du conseil des Cinq-cents                                                                        | Oise                | 25 décembre 1799                             |                           |                       |                                                                   |
| Miot (André François)                             | ancien ministre de la République à Florence, Secrétaire général de la Guerre                     |                     | 25 décembre 1799                             |                           | 22 septembre 1800     | Nommé conseiller d'État                                           |
| Mongez (Antoine)                                  | Administrateur des monnaies                                                                      | Seine               | 25 décembre 1799                             |                           |                       |                                                                   |
| Mouricault (Thomas Laurent)                       | du Conseil des Anciens                                                                           | Seine               | 25 décembre 1799                             | jusqu'en l'an XVI         | 19 août 1807          |                                                                   |
| Noël (François Joseph Michel)                     | ancien ambassadeur près la République Batave, Chef de division au Ministère de l'Intérieur       |                     | 25 décembre 1799                             |                           |                       |                                                                   |
| Parent-Réal (Joseph)                              | du Conseil des Cinq-cents                                                                        |                     | 25 décembre 1799                             |                           | 27 mars 1802          |                                                                   |
| Pénières (Jean-Augustin)                          | du Conseil des Cinq-cents                                                                        | Corrèze             | 25 décembre 1799                             |                           |                       |                                                                   |
| Perrée (Pierre Nicolas)                           | ancien législateur                                                                               | Manche              | 25 décembre 1799                             | jusqu'en l'an XVI         | 19 août 1807          |                                                                   |
| Picault (Antoine Auguste Michel)                  | du Conseil des Anciens                                                                           | Seine et Marne      | 25 décembre 1799                             | jusqu'en l'an XII         |                       |                                                                   |
| Portiez (Louis)                                   | du Conseil des Cinq-cents                                                                        | Oise                | 25 décembre 1799                             | jusqu'en l'an XII         |                       |                                                                   |
| Riouffe (Honoré Jean)                             | homme de lettres                                                                                 | Seine               | 25 décembre 1799                             | jusqu'en l'an XII         | 8 février 1804        | Nommé préfet de la Côte-d'Or                                      |
| Roujoux (Louis Julien de Buxeuil)                 | du Conseil des Anciens                                                                           | Finistère           | 25 décembre 1799                             |                           | avril 1802            | Nommé préfet de Saône-et-Loire                                    |
| Savoye-Rollin (Jacques Fortunat)                  | ancien avocat général à Grenoble                                                                 | Isère ou Drôme      | 25 décembre 1799                             | jusqu'en l'an XIII        |                       |                                                                   |
| Say (Jean-Baptiste)                               | homme de lettres                                                                                 | Rhône               | 25 décembre 1799                             | jusqu'en l'an XII         |                       |                                                                   |
| Sédillez (Mathurin Louis Étienne)                 | du conseil des Anciens                                                                           | Seine et Marne      | 25 décembre 1799                             | jusqu'en l'an XII         |                       |                                                                   |
| Thibault (Alexandre)                              | du conseil des Cinq-cents                                                                        |                     | 25 décembre 1799                             |                           | 27 mars 1802          |                                                                   |
| Thiessé (Nicolas François)                        | du conseil des Cinq-cents                                                                        |                     | 25 décembre 1799                             |                           | 27 mars 1802          |                                                                   |
| Trouvé (Claude Joseph)                            | ancien ambassadeur près la République cisalpine                                                  | Maine et Loire      | 25 décembre 1799                             | jusqu'en l'an XII         | 21 juin 1803          | Nommé préfet de l'Aude                                            |
| Vezin (Jean-François)                             | du Conseil des Cinq-cents                                                                        | Aveyron             | 25 décembre 1799                             | jusqu'en l'an XII         |                       |                                                                   |
| Saint-Aubin (Camille)                             |                                                                                                  | Seine               | 1801                                         |                           | 27 mars 1802          |                                                                   |
| Alexandre (Charles Alexis)                        | chef de division au Ministère de la Guerre                                                       |                     | 28 décembre 1799                             |                           | 27 mars 1802          | en remplacement de Dieudonné Dubois, démissionnaire               |
| Lebreton (Joachim)                                | de l'Institut national                                                                           | Seine               | 28 décembre 1799                             | jusqu'en l'an XII         |                       | en remplacement de Jacques Defermon, démissionnaire               |
| Beaujour (Louis Auguste Félix)                    | ancien consul général chargé d'affaires en Suède                                                 | Seine               | entre le 28 décembre 1799 et le 18 mars 1802 | jusqu'en l'an XII         |                       | Commissaire général à Georgetown                                  |
| Boissy-d'Anglas (François Antoine)                | ex député à la convention nationale                                                              | Ardèche             | 26 mars 1801                                 | jusqu'en l'an XIX         | 17 février 1804       | Nommé au Sénat conservateur le 18 février 1804                    |
| Carrion-Nizas (Marie Henri François, marquis de)  | commensal de Bonaparte à l'école de Brienne                                                      | Hérault             | 10 février 1801                              | jusqu'en l'an XVI         | 19 août 1807          | en remplacement d'Aaron Jean François Crassous                    |
| Costaz (Louis)                                    | professeur à l'école polytechnique (1795). Participe à l'expédition de Bonaparte en Egypte       | Seine ou Ain        | 26 mars 1801                                 | jusqu'en l'an XIII        |                       | nommé en remplacement de Jean Antoine Debry                       |
| Duvidal de Montferrier (Jean-Jacques)             | inspecteur général des postes et administrateur du département de la Seine, cousin de Cambacérès | Seine               | entre le 28 décembre 1799 et le 18 mars 1802 | jusqu'en l'an XIX         | 19 août 1807          |                                                                   |
| Villot de Fréville (Jean-Baptiste)                | agent diplomatique à Florence (an II) puis à Madrid (an VI)                                      | Seine               | entre le 28 décembre 1799 et le 18 mars 1802 | jusqu'en l'an XVI         | 19 août 1807          |                                                                   |
| Moreau (Joseph)                                   | commissaire de directoire près le tribunal de Morlaix                                            | Finistère           | 13 février 1800                              | jusqu'en l'an XVI         | 19 août 1807          | Frère du général Moreau                                           |
| Perreau (Jean André)                              | journaliste, juriste                                                                             | Seine               | entre le 28 décembre 1799 et le 18 mars 1802 | jusqu'en l'an XII         |                       |                                                                   |
| Robin (Léonard)                                   | Commissaire du gouvernement auprès du tribunal de première instance de la Seine                  | Seine               | 3 février 1802                               |                           | 6 juillet 1802        | Meurt en fonctions                                                |
| Siméon (Joseph Jérôme)                            | substitut du procureur général à la cour de cassation                                            | Bouches du Rhône    | 18 avril 1800                                | jusqu'en l'an XIX         |                       |                                                                   |
| Albisson (Jean)                                   | commissaire du Gouvernement près le tribunal d'appel                                             | Hérault             | 27 mars 1802                                 | jusqu'en l'an XIX         | 19 août 1807          |                                                                   |
| Bertrand de Greuille (Joseph)                     | commissaire du Gouvernement près le tribunal crimimel                                            | Indre               | 27 mars 1802                                 | jusqu'en l'an XVI         | 19 août 1807          |                                                                   |
| Bonaparte (Lucien)                                | ancien ministre de l'Intérieur                                                                   | Seine               | 27 mars 1802                                 |                           |                       |                                                                   |
| Carnot (Lazare)                                   | ancien ministre                                                                                  | Pas de Calais       | 27 mars 1802                                 | jusqu'en l'an XVI         | 19 août 1807          |                                                                   |
| Daru (Pierre) dit l'aîné                          | secrétaire général du ministère de la guerre                                                     | Hérault             | 27 mars 1802                                 | jusqu'en l'an XIX         |                       |                                                                   |
| Daugier (François)                                | capitaine de vaisseau                                                                            | Vaucluse            | 27 mars 1802                                 | jusqu'en l'an XVI         | 19 août 1807          |                                                                   |
| Delaistre (Guillaume Joseph Norbert)              | Préfet de la Charente                                                                            | Charente            | 27 mars 1802                                 | jusqu'en l'an XVI         | 19 août 1807          |                                                                   |
| Depinteville-Cernon Jean-Baptiste)                | propriétaire et ancien constituant                                                               | Marne               | 27 mars 1802                                 | jusqu'en l'an XVI         | 19 août 1807          |                                                                   |
| Jaubert (François)                                | homme de loi, membre du conseil général du département                                           | Gironde             | 27 mars 1802                                 | jusqu'en l'an XIX         |                       |                                                                   |
| Koch (Christophe Guillaume)                       | ex membre de l'assemblée législative, professeur, membre de l'Institut                           | Bas-Rhin            | 27 mars 1802                                 | jusqu'en l'an XVI         | 19 août 1807          |                                                                   |
| Leroy (Thomas)                                    | capitaine rapporteur                                                                             | Orne                | 27 mars 1802                                 | jusqu'en l'an XIX         | 19 août 1807          |                                                                   |
| Pernon (Camille)                                  | négociant, et membre du conseil général                                                          | Rhône               | 27 mars 1802                                 | jusqu'en l'an XVI         | 19 août 1807          |                                                                   |
| Périn (Claude François)                           | commissaire du Gouvernement près le tribunal d'appel                                             | Moselle             | 27 mars 1802                                 | jusqu'en l'an XVI         | 19 août 1807          |                                                                   |
| Pictet (Marc-Auguste)                             | professeur de physique                                                                           | Léman               | 27 mars 1802                                 | jusqu'en l'an XVI         |                       | Succède à Benjamin Constant                                       |
| Pougeard-du-Limbert ou Poujard-Dulimbert          | ancien constituant, préfet                                                                       | Haute-Vienne        | 27 mars 1802                                 | jusqu'en l'an XIX         | 19 août 1807          |                                                                   |
| Sahuc (Louis Michel Antoine)                      | général de brigade                                                                               | Oise                | 27 mars 1802                                 | jusqu'en l'an XIX         | 19 août 1807          |                                                                   |
| Tarrible (Jean Dominique Léonard)                 | président du tribunal criminel                                                                   | Gers                | 27 mars 1802                                 | jusqu'en l'an XVI         | 19 août 1807          |                                                                   |
| Thouret (Michel-Augustin)                         | directeur de l'école de santé                                                                    | Seine ou Calvados   | 27 mars 1802                                 | jusqu'en l'an XIX         | 19 août 1807          |                                                                   |
| Van-Hulthem (Charles)                             | bibliothécaire de l'école centrale                                                               | Escaut              | 27 mars 1802                                 | jusqu'en l'an XVI         | 19 août 1807          |                                                                   |
| Dacier (Bon-Joseph)                               | helléniste, ex membre de la municipalité de Paris en 1790                                        | Seine et Oise       | entre le 18 mars 1802 et le 4 septembre 1802 | jusqu'en l'an XVI         | 19 août 1807          |                                                                   |
| Menou (Jacques)                                   | ex constituant, ex général en chef de l'armée d'Egypte                                           | Indre et Loire      | 17 mai 1802                                  | jusqu'en l'an XVI         | 30 novembre 1802      | Nommé le 1er décembre 1802 administrateur général du Piémont      |

## Historiques des nominations
Le 6 germinal an X (27 mars 1802), le sénat conservateur publie un acte fixant la liste des vingt nouveaux membres élus du Tribunat, désignés au cours de la séance du 18 ventôse (9 mars 1802).
Le sénatus-consulte du 16 thermidor an X (4 août 1802) annonce qu'à dater de l'an XIII il sera réduit à 50 membres et que moitié des cinquante sortiront tous les trois ans.
Le 17 fructidor an X (4 septembre 1802), le sénat conservateur décrète la liste des 20 membres du Tribunat qui sortiront en l'an XI, des 20 membres qui sortiront en l'an XII (année se terminant le 22 septembre 1804), des 10 membres qui sortiront en l'an XIII (année se terminant le 22 septembre 1805), des 25 qui sortiront en l'an XVI (année se terminant le 22 septembre 1808) et des 25 membres qui resteront donc jusqu'en l'an XIX.
Le 16 fructidor an XI (3 septembre 1803), un acte du gouvernement décide que les tribuns dont les fonctions expirent en l'an XII les exerceront jusqu'au 1er germinal (22 mars 1804) [suivant].
La Constitution de l'an XII, c'est-à-dire le sénatus-consulte organique du 28 floréal an XII (18 mai 1804), modifie l'organisation du Tribunat : celui-ci ne peut plus désormais siéger en pleine session pour discuter des projets de loi; il est structuré en 3 sections (législation, intérieur et finances).
Le Tribunat est supprimé de facto par le sénatus-consulte du 19 août 1807.
Il siège pour la dernière fois le 18 septembre 1807.